# خوسيه ماريانو دي كونسيساو فيلوزو
خوسيه ماريانو دي كونسيساو فيلوزو (بالإنجليزية: José Mariano de Conceição Vellozo)‏ (و. 1742 – 1811 م) هو عالم نبات، ومتدين، ومدرس من مملكة البرتغال . توفي في ريو دي جانيرو .

## نباتات وصفها خوسيه ماريانو دي كونسيساو فيلوزو
- إسطركن ثلاثي العروق
- أذن القطة الصفراء
- بلينيا مأكولة
- تابوبيا تنينية الرأس
- كيابون التاييويا
- كيابون شعري
- منكسفة ثلاثية العروق
- منكسفة خماسية العروق

## أعمال
- Dickson James; Vellozo (ed.) Plantarum Cryptogamicarum Britanniae Lusitanorum Botanicorum (1800)
- Florae Fluminensis (1825–27; 1831) Main work
- O Fazendeiro do Brasil (1798–1806)